# Mun Dže In
Moon Jae-in, (korejsko: 문재인), južnokorejski politik in odvetnik * 24. januar 1953 Geoje, Južna Koreja.                                                                                                         
Moon Jae-in je bil med letoma 2017 in 2022 predsednik Južne Koreje. Pred tem je služboval kot vodja štaba tedanjemu predsedniku Rohu Moo-hyunu (2007–2008), vodja Demokratične stranke Koreje (2015–2016) in poslanec 19. državnega zbora (2012–2018). 
Rodil se je revnim severnokorejskim beguncem v bližini Busana. Izkazal se je kot odličen učenec in vpisal študij prava na univerzi Kyung Hee. Med študijem se je zapletel v aktivizem za človekove pravice in bil zaprt zaradi organiziranja protesta proti jušinski ustavi ter izključen z univerze. Študij je dokončal po odsluženem vojaškem roku. Moon, dolgoletni prijatelj liberalnega predsednika Roha Moo-hyuna, je bil zaradi svojega dela na področju človekovih pravic izbran za vodjo njegove kampanje za kandidaturo na predsedniških volitvah. Po Rohovi izvolitvi leta 2002 je postal njegov zaupnik in bil nosilec različnih uradnih funkcij. 
Leta 2012 je Moon kandidiral kot član Demokratske združene stranke na predsedniških volitvah 2012, na katerih je tesno izgubil proti Park Geun-hye; Parku so pri teh volitvah pomagale varnostne službe. Kot član Korejske demokratske stranke je bil nato izvoljen leta 2017 po odstavitvi Parka Geun-hyeja. Moon Jae-in je kot predsednik pritegnil mednarodno pozornost zaradi svojih srečanj s severnokorejskim predsednikom Kimom Jong-unom na medkorejskih vrhovih aprila, maja in septembra 2018, s čimer je postal tretji južnokorejski predsednik, ki se je srečal s svojim severnokorejskim kolegom. 30. junija 2019 je izvedel tudi trilateralno srečanje s Kimom Jong-unom in predsednikom Združenih držav Amerike Donaldom Trumpom v korejski demilitarizirani coni. 
Moon je liberalec, ki podpira mirno združitev s Severno Korejo. Na področju ekonomske politike je Moon naklonjen reformi chaebolov (konglomeratov), dvignil je minimalno plačo za več kot 16 odstotkov in znižal najvišji tedenski delovnik z 68 na 52 ur. Moonov odziv na pandemijo nove koronavirusne bolezni je bil deležen pohvale doma in na mednarodni ravni, njegovi stranki je pomagal do zgodovinske zmage na državnozborskih volitvah leta 2020. 

## Življenjepis
Po koncu korejske vojne se je Mun Dže In rodil v mestu Geoje v Južni Koreji kot drugi sin od petih otrok, očetu Mun Yong-hyungu in mati Kang Han-oku. Njegovi starši so bili begunci iz Južnega Hamgyeonga v Severni Koreji, ki so med evakuacijo Hungnama med korejsko vojno pobegnili iz mesta Hungnam. Njegov oče, Moon Yong-hyung, je delal kot vodja oddelka za kmetijstvo, ki je za eno od glavnih nalog v provinci Heungnam, Hamju, južni Hamgyong, najel hrano, zlasti riž korejskih kolonialnih ljudi. 
Njegova družina se je na koncu preselila v Busanu. Ker njegov oče ni želel postati vladni uslužbenec, kot je bil v Severni Koreji, je ustanovil podjetje za prodajo nogavic, zaradi česar je bila njegova družina v velikih dolgovih. Njegova mati je veliko zaslužila s prodajo oblačil, prejetih od organizacij za pomoč in dostavo briketov. Munova družina se je navezala na katoliško cerkev, ko je njegova mati odšla v lokalno katedralo, da bi dobila polno mleko v prahu. Mun je nekoč v intervjuju dejal, da ne ve, kako naj se vozi s kolesom, saj je bila njegova družina preveč revna, da bi si lahko privoščila kolo. 
Mun je končal srednjo šolo v Kyungnam kot vrh svojega razreda. Na univerzo Kyung Hee so ga zelo dobro sprejeli. Tam je spoznal svojo bodočo ženo Kim Jung-sook. Po organiziranju študentskega protesta proti jušinski ustavi so ga aretirali, obsodili, zaprli in izgnali z univerze. Kasneje so ga vpoklicali v vojsko in ga zaposlili južnokorejskim specialnim silam, kjer je sodeloval pri "operaciji Paul Bunyan" med incidentom umora v Panmunjomu. 
Po odpustu mu je smrt očeta vplivala na njegovo odločitev za opravljanje pravosodnega izpita. Odšel je v Daeheungsa, budistični tempelj, da bi se izučil za izpit in prvega opravil do leta 1979. Leta 1980 se je vrnil na univerzo, da bi zaključil preostali letnik študija. Kasneje istega leta je opravil drugi krog in bil sprejet v Inštitut za sodno raziskovanje in usposabljanje. Na Inštitutu je diplomiral, vendar zaradi aktivizma proti Jušinovi diktaturi v času vladavine Park Chung-hee kot študent ni bil sprejet za sodnika ali državnega tožilca. Mun se je namesto tega odločil za zasebno prakso. 

## Politična kariera

### Vključitev v politiko
Kljub svoji prejšnji ravnodušnosti se je začel vključevati v politiko. Objavil je knjigo z naslovom: Mun Dže In: Usoda, ki je postala uspešnica. Njegova priljubljenost je bila veliko večja v primerjavi z verjetnim nasprotnikom v predsedniški tekmi Park Geun-hye, ki je enakomerno naraščala. Februarja 2012 je na primer Moon ustanovil park priljubljenosti. 
Mun je uspel izkoristiti upad popularnosti konservativcev sredi korupcijskih škandalov. Kot je dejal eden izmed panditov, je "Mun uspel prikazati sebe kot zmernega in racionalnega voditelja, ki ima podporo mlajše generacije".

### Splošne volitve leta 2012
Leta 2012 se je Mun na 19. zakonodajnih volitvah vpisal kot kandidat za poslanca v državnem zboru. Mun je 11. aprila 2012 osvojil sedež v državnem zboru kot član Demokratične združene stranke s 55% glasov.

### Predsedniška kampanja leta 2012
16. septembra 2012 je Mun prejel predsedniško nominacijo za Demokratično združeno stranko.
Na predsedniških volitvah leta 2012 je kandidiral kot kandidat Demokratske združene stranke vendar je Moon izgubil na volitvah. 

### Vodja demokratične stranke
Mun je bil 2. februarja 2015 izvoljen za vodjo zavezništva za novo politiko (NPAD). Pred izvolitvijo je imel z vodjo stranke NPAD ter tekmecem predsedniškega kandidata Ahn Cheol-soo veliko javnih sporov zaradi vodenja stranke.
Mun je med svojim vodstvom slišal več politično vidnih ljudi, med drugim policijske študente / strokovnjaka za kriminologijo Pyo Chang-win, politični kritik Lee Chul-hee in nekdanjega sekretarja Park Cho Ung-chun, da bi se pripravil na prihodnje zakonodajne volitve leta 2016. Po njegovem zaposlovanju je Mun odstopil iz položaja za še enega razgledanega svetovalca / nekdanjega svetovalca Kim Chong-ina.

## Predsedniške volitve leta 2017

### Splošne volitve
Mun je veljal za vodjo zmage v Južni Koreji na predsedniških volitvah leta 2017. Z nominacijo Demokratske stranke je dobil 57% glasov.
Splošne volitve so prvotno imele 15 razpisanih kandidatov. Mun se je med volitvami spopadel s štirimi večjimi kandidati za stranko, med drugim s predsedniškim tekmecem iz leta 2012 in prejšnjim strankarskim kolegom Ahn Cheol-soo iz Ljudske stranke in Hong Jun-pyo iz stranke Liberty Korea. Na 19. predsedniških volitvah v Južni Koreji je bil izvoljen za 19. predsednika države. 
Mun je 10. maja 2017 na volitvah zmagal z večino 41,1% glasov (od 13.423.800 glasov po vsej državi).

### Stališča kampanje

#### Ekonomska politika
Munova obljuba o kampanji v letu 2017 je vključevala namene, da bi za podporo ustvarjanju delovnih mest, zagonskim podjetjem in malim do srednje velikim podjetjem namenili 10 milijonov dolarjev (8,9 milijarde ameriških dolarjev). Njegov napovedani cilj je ustvariti 810.000 delovnih mest v javnem sektorju z zvišanjem davkov za premožne.
Munova politika proti korupciji podjetij, zlasti v zvezi z južnokorejskimi izdelki, znanimi kot "chaebols", je namenjena "manjšinskim ljudem, večjo moč pri izbiranju članov upravnih odborov" podjetij.

#### Preglednosti
Mun je obljubil tudi preglednost svojega predsedovanja, selitev predsedniške rezidencije iz palačne in izolirane Modre hiše v obstoječi vladni kompleks v centru Seula.

## Predsedstvo
Mun je prisegel na funkcijo takoj po preštevanju uradnih glasov 10. maja in nadomestil vršilca dolžnosti predsednika in premierja Hwang Kyo-ahna. Med volitvami in inavguracijo ni bilo prehodnega obdobja, za razliko od drugih predsedniških volitev zaradi narave volitev po predsedniškem obstoju. Imel bo tipični petletni predsedniški mandat, ki se bo zaključil leta 2022.

### Domača politika
Gospodarska rast Južne Koreje je bila v veliki meri pripisana družinskim izdelkom. Izstopajoči primeri izdelkov vključujejo Samsung in Hyundai, koncentrirana moč (dogovarjanje), povezave z vlado, vključno z zadnjim škandalom Choi Soon-sil 2016 iz leta 2016, ki je na koncu pripeljal do posebne volitve, na kateri je zmagal Mun. Mun je nato Kima Sang-jo, znanega aktivista, imenoval za ostrostrelca za vlogo komisarja za pravično trgovino, katerega cilj je preoblikovanje družinskih izdelkov.

### Izbruh koronavirusa
Več kot 1,5 milijona Južnokorejcev je podpisalo glasove za odstop Muna zaradi tega, ker so trdili, da je vlada zlorabila izbruh koronavirusa v Južni Koreji. V odgovor je več kot 1,3 milijona Južnokorejcev podpisalo oglase za podporo Munu v samo dveh tednih, kar je trdilo, da je vlada sposobna nadzorovati koronavirus. 
Medtem je javnomnenjska raziskava, ki jo je med 5. marcem 2020 in 6. marcem 2020 izvedla javna javnomnenjska družba Embrain, pokazala, da ima 53% javnosti pozitivno oceno, kako predsednik Mun obvladuje nadzor nad koronavirusno boleznijo. Anketa, ki jo je izvedel Gallup Korea v prvem tednu marca 2020, je pokazala, da se je Munova stopnja odobritve dvignila iz 44% na 67%, ker je javnost odobrila, da je Munova administracija obravnavala izbruh in širjenje virusa.
Kot poroča tiskovna agencija Yonhap, James Kim, predsednik Ameriške gospodarske zbornice v Koreji, je izjavil, da "se Južna Koreja proaktivno in transparentno ukvarja s COVIDOM-19. Potrjeni primeri v Južni Koreji naraščajo zaradi dobro pripravljenega testiranja v državi in postopkov v primerjavi z drugimi državami." CNBC-jev Matt McCarthy, newyorški zdravnik, je pohvalil delo Munove vlade pri reševanju koronavirusne krize in izjavil, da je "Južni Koreji uspelo testirati več deset tisoč ljudi. Z agresivnimi poskusnimi poskusi države je Južna Koreja odštela smrtne žrtve na 1%, medtem ko je svetovno povprečje 3,4%. To je posledica zgodnje priprave vlade na izbruh nalezljivih bolezni."

## Srečanja
- Mun Dže In z Vladimirjem Putinom na srečanju leta 2018.
- Mun na srečanju skupaj z predsednikom ZDA Donaldom Trumpom.
- Mun z severno korejskim voditeljem Kimom Džong-unom na srečanju na meji med južno in Severno Korejo, 27. aprila 2018.

## Zasebno življenje
Moon je od leta 1981 poročen s Kim Jung-sook, študentko, ki jo je srečal na univerzi. Skupaj imata dva otroka.                                                                  
Moon in Kim živita v modri hiši z štirimi psi in eno mačko. Preden je bil leta 2017 izvoljen za predsednika, sta živela z več psi in mačkami, ki so jih nekoč vse zapustili njihovi prejšnji skrbniki. Med njimi sta psa Maru (마루, punganskega psa) in mačka Jjing-jjing (ali Jjing-Jjing-ee 찡찡 ali 찡찡이), ki sta potrjena, da živita z njima v Modri hiši bodisi s strani medijev bodisi uradnih družbenih medijev objave. Jjing-jjing je prvi v državi znan kot "prvi maček." 
Po preselitvi v Modro hišo je bil iz zavetišča za živali sprejet pes Tory (토리, mešana pasma). Glede sprejetja Toryja je Moon dejal: "Moramo biti bolj pozorni na zapuščene živali in skrbeti za njih kot družbo."